# ادموند هلر
ادموند هلر (انگلیسی: Edmund Heller; ۲۱ مهٔ ۱۸۷۵ – ۱۸ ژوئیهٔ ۱۹۳۹) یک جانورشناس اهل ایالات متحده آمریکا بود.
وی که دانش‌آموخته رشته جانورشناسی از دانشگاه استنفورد بوده رئیس اتحادیه باغ‌وحش‌ها و آکواریوم‌ها در دو مقطع ۱۹۳۵–۱۹۳۶ و ۱۹۳۷–۱۹۳۸ بوده است.